# 中華民國海軍教育訓練暨準則發展指揮部
海軍教育訓練暨準則發展指揮部，簡稱海軍教準部，為中華民國海軍最高教育訓練機關，為國防部海軍司令部下轄機關，成立於1948年（民國37年）。使命為落實「訓練基礎、精練組合、驗證聯合」，達成「為用而訓、訓用合一、即學即用」。

## 歷史

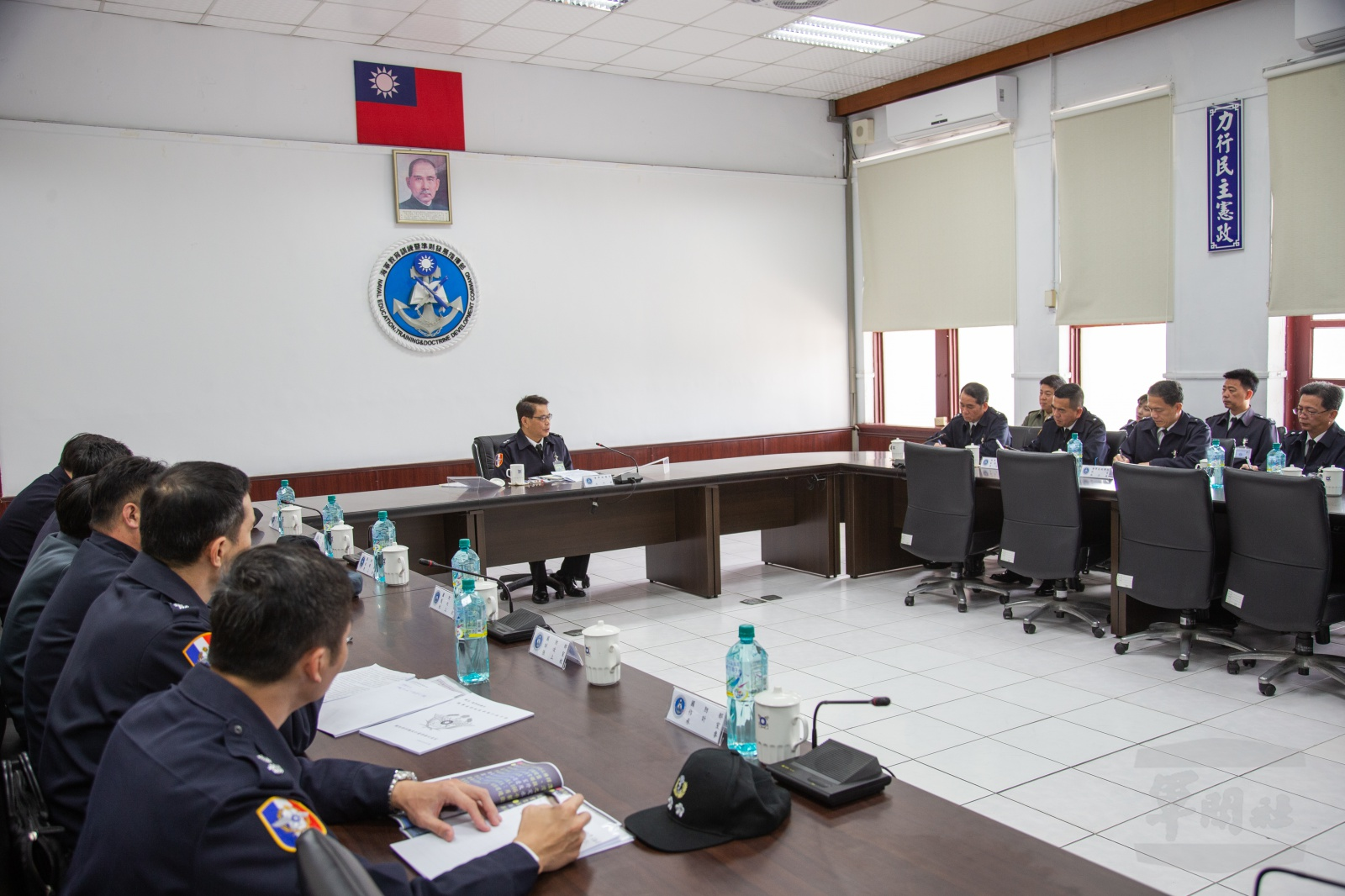
海軍教育訓練暨準則發展指揮部會議室

1948年12月16日，「運輸艦隊」撤銷，「海軍登陸艦隊訓練司令部」成立。1949年10月1日，海軍登陸艦隊訓練司令部改為「海軍艦隊訓練司令部」。1950年7月1日，「登陸艦隊訓練司令部」成立。1950年8月1日，登陸艦隊訓練司令部改為「海軍艦艇訓練司令部」。1953年7月1日，海軍艦艇訓練司令部改為「海軍艦隊訓練指揮部」。1954年3月1日，「海軍艦隊訓練指揮部訓練處」裁撤。1954年4月10日，「海軍艦艇訓練司令部」成立，隸屬海軍艦隊指揮部。1955年12月1日，海軍艦艇訓練司令部改為「海軍艦隊訓練司令部」，隸屬海軍艦隊指揮部。1964年7月1日，海軍岸訓業務交由「海軍訓練司令部」接辦。1968年9月1日，海軍艦隊訓練司令部接管岸訓業務，改為「海軍艦隊訓練指揮部」，隸屬海軍艦隊司令部。1971年4月1日，「海軍士官學校」及「海軍專科學校」裁撤，海軍艦隊訓練指揮部成立「海軍航海學校」、「海軍輪機學校」、「海軍兵器學校」、「海軍通信電子學校」與「海軍新兵訓練中心」。1996年8月1日，配合精實案，海軍航海學校、海軍輪機學校、海軍兵器學校與海軍通信電子學校合併為「海軍技術學校」。1998年1月1日，配合精實案，海軍艦隊訓練指揮部改為「海軍教育訓練暨準則發展司令部」，下轄海軍技術學校、三軍聯合作戰訓練基地、海軍陸戰隊學校及海軍新兵訓練中心。2005年1月1日，海軍教育訓練暨準則發展司令部裁編二級幕僚主管單位，成立「反潛作戰支援中心」，提升原「準則中心」下轄之「測驗考核科」為一級單位「測驗考核中心」。2006年3月1日，配合精進案，海軍教育訓練暨準則發展司令部改為「海軍教育訓練暨準則發展指揮部」。

## 歷任主官
1. 曹仲周（1949－1951）
2. 梁序昭（1951－1953）升海軍總司令
3. 王恩華（1954－1955）曾任海軍官校校長
4. 俞柏生（1955－1959）升上將
5. 段允麟（1959－1960）
6. 馬炎衡（1960－1965）
7. 陳慶堃（1965－1967）曾獲得青天白日勳章
8. 郭勳景（1967－1968）
9. 劉作柄（1968－1970）
10. 林蟄生（1970－1971）
11. 徐集霖（1971－1972）
12. 林蟄生（二次）（1973－1975）
13. 袁昌炎（1975－1976）退役後做過高雄港務局長（軍職外調）
14. 李用彪38（1976－1978）退役後做過花蓮港務局長（軍職外調）
15. 卓祖馨（1978－1981）
16. 徐學海38（1981－1984）
17. 莊銘耀41（1984－1986）做過海軍總司令
18. 梁球芳42（1986－1988）
19. 伍世文44（1988－1990）做過海軍總司令、國防部長
20. 楊才堯47（1990－1992）
21. 徐忠國48（1992－1993）
22. 沈方祥53（1993－1995）
23. 常志驊54（1995－1996）
24. 譚明54（1996－1999）
25. 林鎮夷58（1999－2001）做過海軍總司令、參謀總長、現戰略顧問、一級上將
26. 柯政盛55（2001－2003）
27. 溫在春58（2003－2004）
28. 蔣海安61（2004－2006）
29. 劉俊英64（2006－2009）
30. 李晧66（2009－2010）
31. 薩曉雲65（2010－2013）
32. 盧前悌68（2013－2015）
33. 胡炳仁71（2015－2017）
  - 張勝凱72（副指揮官少將代理）（2017－2017）
34. 唐華75（2017－2019）海軍司令112/5/1
35. 胡展豪75（2019－2021）副總長112/7/1
36. 敖以智76（2021－2023/07/31）海軍副司令
37. 許金騰79（2023/8/1－2025/4/30）國防部參事
38. 陳道輝79（2025/5/1－現任）

## 組織
- 指揮部
  - 指揮官：海軍中將一人
  - 副指揮官：海軍少將或陸戰隊少將一人

(兼任海軍陸戰隊學校校長）
- - 海軍技術學校：海軍上校. 校長 一人
  - 參謀長：海軍上校 一位
  - 海軍副參謀長：海軍上校
  - 陸戰副參謀長：陸戰上校
  - 政戰主任：政戰上校
  - 政戰副主任：政戰上校
  - 勤務隊
  - 作戰訓練支援隊
  - 戰術測評中心
  - 戰技訓測中心
  - 心理衛生中心
  - 隊史館
- 教育訓練機關
  - 海軍技術學校校長 一位 海軍上校（2025年）
  - 海軍陸戰隊學校 副指揮官兼任
  - 海軍新兵訓練中心指揮官 海軍上校一位
  - 海軍陸戰隊新兵訓練中心指揮官 陸戰隊上校一位

## 外部連結
- 海軍教育訓練暨準則發展指揮部 （页面存档备份，存于）